# Diogo Narciso
Pour les articles homonymes, voir Narciso.
Diogo Narciso, né le 19 novembre 2001 à Gondomar,, est un coureur cycliste portugais. Il participe à des compétitions sur route et sur piste.

## Biographie
Diogo Narciso commence le vélo durant son enfance sous l'impulsion de son père et de son oncle, eux-mêmes pratiquants de ce sport. Sa première licence est prise à l'âge de treize ans dans un club cycliste de Ramalde. Actif sur piste, il est devenu vice-champion d'Europe à trois reprises dans la catégorie des espoirs. Il a également obtenu plusieurs titres et diverses médailles aux championnats du Portugal. Sur route, il évolue au niveau continental sous les couleurs de l'équipe Credibom-LA Alumínios-Marcos Car.
En 2024, il termine à deux reprises dans les dix premiers sur des étapes du Tour de l'Alentejo, au terme de sprints massifs. Il finit par ailleurs quatrième du championnat du Portugal de gravel, dont c'est la première édition. L'année suivante, il participe à des échappées sur la Figueira Champions Classic et au Tour de l'Algarve.

## Palmarès sur piste

### Championnats nationaux
- 2018
  -  Champion du Portugal de course aux points juniors
  - 3e du championnat du Portugal de poursuite par équipes juniors
- 2019
  -  Champion du Portugal de course aux points juniors
  - 2e du championnat du Portugal du scratch juniors
- 2021
  - 3e du championnat du Portugal de l'omnium
  - 3e du championnat du Portugal de l'américaine
- 2022
  - 2e du championnat du Portugal de l'américaine
  - 3e du championnat du Portugal du scratch
- 2024
  -  Champion du Portugal de l'américaine (avec Iúri Leitão)
  - 2e du championnat du Portugal du scratch
  - 3e du championnat du Portugal de l'élimination
- 2025
  - 2e du championnat du Portugal de l'américaine
  - 3e du championnat du Portugal de l'omnium

## Palmarès sur route

### Par année
- 2021
  - Tour des Terres de Santa Maria da Feira

### Classements mondiaux
| Année           | 2021   |
| --------------- | ------ |
| UCI Europe Tour | 1 561e |